# De fördömda
De fördömda (italienska: La caduta degli dei) är en italiensk dramafilm från 1969, regisserad av Luchino Visconti.
Filmen handlar om familjen Essenbeck, en förmögen industrifamilj, som börjat samarbeta med nazisterna. I filmen har Visconti tagit inspiration från såväl Richard Wagner som Orestien och har sagt att han ville "öppna ett ormbo för insyn så att vi kan se hur det krälar".
Filmens italienska titel (La caduta degli dei, "gudarnas skymning") är den traditionella översättningen av det tyska ordet Götterdämmerung, en referens till Wagners opera med samma titel. Filmens titel på tyska är dock Die Verdammten ("de fördömda").

## Rollista i urval
- Dirk Bogarde – Friedrich Bruckmann
- Ingrid Thulin – Sophie von Essenbeck
- Helmut Griem – Hauptsturmführer Aschenbach
- Helmut Berger – Martin von Essenbeck
- Renaud Verley – Günther von Essenbeck
- Umberto Orsini – Herbert Thallman
- Reinhard Kolldehoff – Konstantin von Essenbeck
- Albrecht Schoenhals – Joachim von Essenbeck
- Florinda Bolkan – Olga
- Charlotte Rampling – Elizabeth Thalmann